# Korina Emmanouilidou
Korina Emmanouilidou (em grego:  Κορίνα Εμμανουηλίδου; Cozani, 8 de março de 2000) é uma modelo e rainha da beleza grega, vencedora do concurso Miss Universo Grécia 2022. Ela representará a Grécia no concurso Miss Universo 2022 em Nova Orleans, Luisiana, Estados Unidos.

## Biografia
Emmanouilidou nasceu e vive em Cozani, na Macedônia Ocidental. Ela trabalha como modelo na No Limits Models Agency em Thessaloniki e é formada em Filosofia.

## Concurso de beleza
Em 29 de setembro de 2022, Emmanouilidou competiu contra outros 20 candidatos no concurso Star GS Hellas 2022 realizado no Lohan Night Club em Atenas. Ela ganhou o título de Miss Universo Grécia 2022 e foi sucedida por Sofia Arapogianni. Em 14 de janeiro de 2023, Emmanouilidou agora representará a Grécia na 71ª edição do concurso de beleza Miss Universo em Nova Orleans, Luisiana, Estados Unidos.